# الأمريكيون في دولة الإمارات العربية المتحدة
الأمريكيون في دولة الإمارات العربية المتحدة هم المقيمون في دولة الإمارات العربية المتحدة والذين ينحدرون من الولايات المتحدة. اعتبارًا من عام 2015، هناك أكثر من 50000 أمريكي يعيشون في البلاد.
غالبية الأمريكيين يقيمون في دبي. ونظرًا للتعاون العسكري المكثف بين البلدين، يوجد أيضًا حوالي 5000 عسكري أمريكي متمركزين في قاعدة الظفرة الجوية في أبو ظبي. وتعد هذه القاعدة، التي يتم تشغيلها بشكل مشترك، إحدى القواعد العسكرية الأمريكية الرئيسية في المنطقة.

## روابط  خارجية
- سفارة الولايات المتحدة الأمريكية في دولة الإمارات العربية المتحدة